# VVVVID
VVVVID (pronunciato «vid») è una piattaforma streaming on demand italiana gratuita di film, serie TV e soprattutto anime (anche in simulcast).

## Storia
Il servizio, realizzato dalla startup romana Mperience, viene finanziato con i soldi ricavati dalle inserzioni pubblicitarie e da un'opzione a pagamento per rimuovere la pubblicità. La piattaforma, disponibile esclusivamente nel territorio italiano, è accessibile tramite il sito web o l'applicazione ufficiale per iOS e Android.
VVVVID è stata la prima piattaforma in Italia a pubblicare online la versione doppiata di un anime, Tokyo Ghoul, senza che vi sia stato alcun passaggio sulla televisione tradizionale, nel dicembre del 2014.
Oltre ad offrire i programmi forniti dalla Dynit e dalla Minerva Pictures, VVVVID propone anche video originali caricati sui propri canali che molto spesso vengono curati da persone provenienti dal panorama web italiano, tra i quali vari youtuber.
Da agosto 2019 all'interno della piattaforma è possibile trovare la sezione Sala VVVVID, servizio di TV on demand che permette di noleggiare anime e film proiettati al cinema.
A partire da maggio 2024 il sito risulta in manutenzione e non è possibile accedere ai contenuti multimediali. Da parte di utenti e passati collaboratori sono stati espressi timori sul fatto che ciò possa essere il preludio ad una chiusura definitiva.
Il 19 gennaio 2025 il sito risulta nuovamente online, ma tutti i contenuti non sono fruibili, fatta eccezione per quelli originali di VVVVID (per esempio "Bicchieri") e quelli che vengono riprodotti tramite il player di YouTube (per esempio Italiano Spider-man).
Sebbene il dominio sia stato rinnovato una seconda volta, a partire da agosto 2025 il sito risulta nuovamente in manutenzione.

## Contenuti
La web TV propone principalmente anime e film.
Qui di seguito una lista degli anime portati per la prima volta in Italia da VVVVID:
- ACCA - L'ispettorato delle 13 province
- Akame ga Kill![7][8]
- Akiba's Trip: The Animation
- Akudama Drive[9]
- All Out!!
- Another
- Another 0-kan
- Attacco! A scuola coi giganti
- Baccano!
- Bakemonogatari
- Black Rock Shooter
- Clockwork Planet
- Dame X Prince Anime Caravan
- Darwin's Game
- Days
- Demon Slayer[10][11]
- Death Billiards
- Death Note
- Death Parade
- Deca-Dence[12]
- Detroit Metal City
- Devils' Line
- Dororo
- Drifters
- Durarara!!x2 Ketsu
- Extra Olympia Kyklos[13]
- Fate/stay night: Unlimited Blade Works
- Full Metal Panic! IV
- Garo Vanishing Light
- Gleipnir[7][8]
- Goblin Slayer
- Gurazeni
- Hellsing Ultimate
- Higurashi no naku koro ni (serie 2020)[14]
- Houseki no kuni - Land of the Lustrous
- Hunter × Hunter (serie 2011)
- I miei 23 schiavi - Dorei-ku The Animation
- Ikebukuro West Gate Park[14]
- Infini-T Force
- Just Because!
- Kaiba
- Katsugeki Touken Ranbo
- Kemono jihen
- Kekkai Sensen & Beyond
- Kekkai Sensen (Blood Blockade Battlefront)
- Kiseiju - L'ospite indesiderato
- L'attacco dei giganti
- Le bizzarre avventure di JoJo
- Le bizzarre avventure di JoJo: Diamond is Unbreakable
- Le bizzarre avventure di JoJo - Vento Aureo
- La leggenda di Arslan
- Legend of the Galactic Heroes: Die Neue These
- Listeners[7][8]
- Made in Abyss
- Magia Record: Puella Magi Madoka Magica Side Story[15][16]
- March Comes in like a Lion
- Megalo Box
- Mirai nikki - Future Diary
- Mobile Suit Gundam: Iron-Blooded Orphans
- Mononoke[17]
- Mushishi
- My Hero Academia
- Netsuzou Trap
- Ninja Slayer From Animation
- No Game No Life
- No Game No Life: Zero[18][19]
- No Guns Life[20]
- Noragami
- Noragami Aragoto
- Occultic;Nine
- Onara Goro
- One-Punch Man
- Peter Grill e i momenti filosofali[21]
- Pikotaro's Lullaby La La By
- Ping Pong
- Pop Team Epic
- Prison School
- Rainbow[22]
- Redline
- Rinne (s.1)
- Sagrada Reset
- Seiren
- Seraph of the End
- Shimoneta
- Shōwa Genroku rakugo shinjū
- Space Dandy
- Star Blazers 2199
- Star Blazers 2202
- Steins;Gate 0
- Soul Eater Not![23]
- Sword Art Online: Alicization
- Sword Art Online Alternative: Gun Gale Online
- Taiso Samurai[14]
- Tales of Zestiria the X
- Terra Formars
- Terra Formars: Revenge
- The Dragon Dentist
- The Promised Neverland
- The Tatami Galaxy
- Tokyo Ghoul
- Tokyo Ghoul √A
- Tokyo Ghoul:re
- Tokyo Ghoul: Jack
- Tokyo Ghoul: Pinto
- Tonkatsu DJ Agetarō
- Vatican Miracle Examiner
- Young Black Jack